# Ликата
Ликата (итал. Licata) је насеље у Италији у округу Агриђенто, региону Сицилија.
Према процени из 2011. у насељу је живело 36537 становника. Насеље се налази на надморској висини од 22 м.

## Становништво
Према резултатима пописа становништва 2011. у општини је живело 38.125 становника.
| 1931.  | 1936.  | 1951.  | 1961.  | 1971.  | 1981.  | 1991.  | 2001.  | 2011.  |
| ------ | ------ | ------ | ------ | ------ | ------ | ------ | ------ | ------ |
| 30.206 | 31.611 | 37.258 | 38.655 | 41.214 | 41.541 | 41.300 | 37.976 | 38.125 |

## Партнерски градови
- Рајнхајм